# Point (Teksas)
Point – miasto w Stanach Zjednoczonych, w stanie Teksas, w hrabstwie Rains.